# Klaudia Słowińska
Klaudia Słowińska (ur. 13 sierpnia 1999) – polska piłkarka grająca na pozycji pomocniczki w polskim klubie GKS Katowice oraz reprezentacji Polski.